# 816 (szám)
A 816 (római számmal: DCCCXVI) egy természetes szám.

## A szám a matematikában
A tízes számrendszerbeli 816-os a kettes számrendszerben 1100110000, a nyolcas számrendszerben 1460, a tizenhatos számrendszerben 330 alakban írható fel.
A 816 páros szám, összetett szám, kanonikus alakban a 24 · 31 · 171 szorzattal, normálalakban a 8,16 · 102 szorzattal írható fel. Nem félprím, nem is szfenikus, hanem többszörösen összetett, mivel húsz osztója van a természetes számok halmazán, ezek növekvő sorrendben: 1, 2, 3,  4, 6, 8, 12,  16, 17, 24, 34, 48, 51, 68, 102, 136, 204, 272, 408 és 816.
Tetraéderszám. Dodekaéderszám.
A 816 négyzete 665 856, köbe 543 338 496, négyzetgyöke 28,56571, köbgyöke 9,34465, reciproka 0,0012254.